# コロンビア・ドイツ航空公社

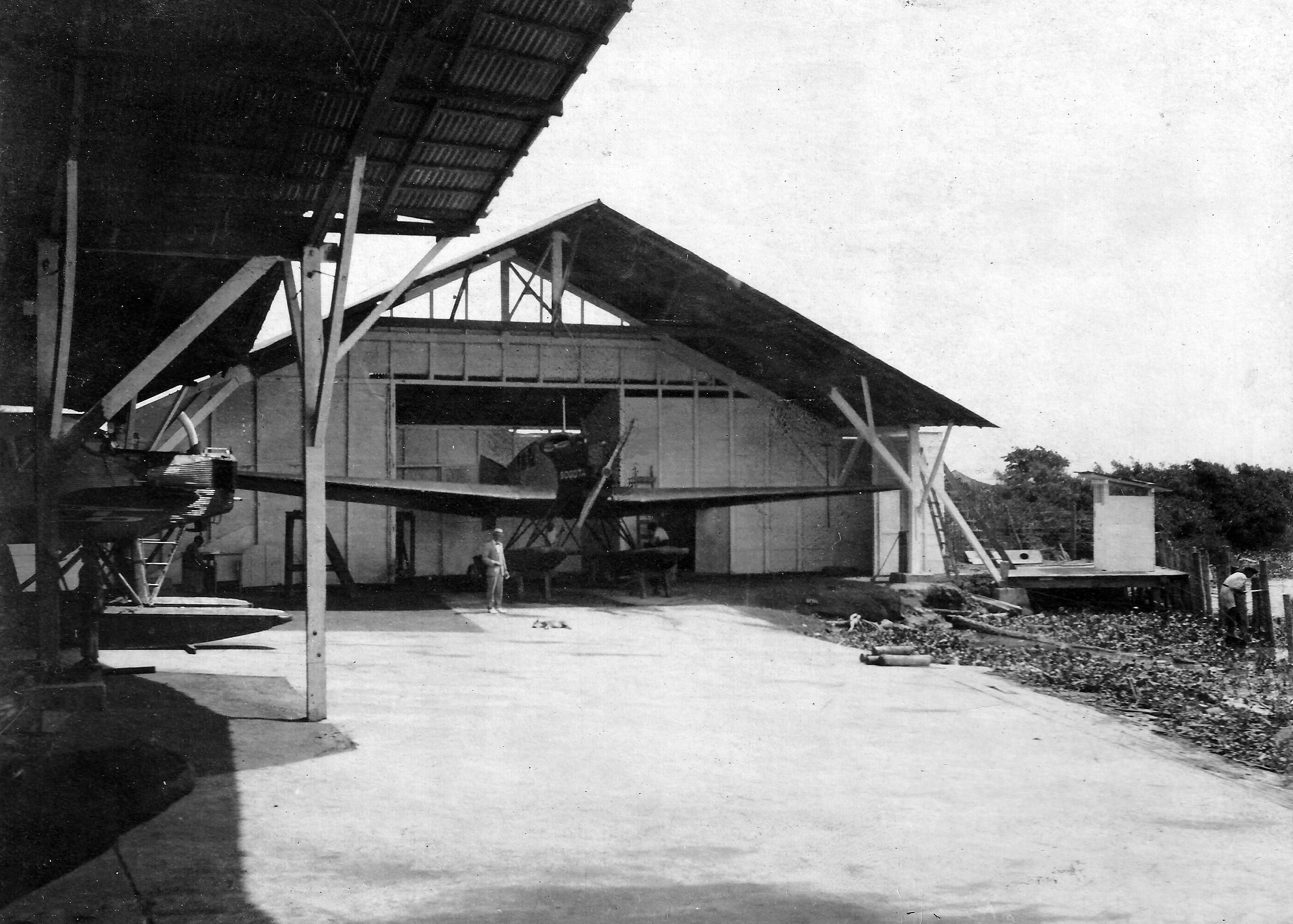
バランキヤの格納庫（1922年）

コロンビア・ドイツ航空公社（SCADTA：Sociedad Colombo Alemana de Transporte Aereo、ドイツ語: Deutsch-Kolumbianische Luftverkehrsgesellschaft）は1919年にドイツ系の資本で設立されたコロンビアの航空会社である。第二次世界大戦後、コロンビアの国内航空会社（SACO：Servicio Aereo Colombiano)と合併し、国営のアビアンカ航空（Avianca - Aerovias Nacionales de Colombia）となった後、2004年にブラジル人、German Efromovichのグループに買収されAerovias del Continente Americanoと名前をかえたが、通称のアビアンカ航空の名はそのまま使われている。 
設立当時、コロンビアには陸上に飛行場が少なかったため、マグダレナ川を基地として、ユンカースの水上機を使って運行が開始された。南北アメリカ大陸で2番目に古い航空会社である。アンデス地域に航空路を広げたが、ドイツ資本であったためアメリカ合衆国のハーバート・フーヴァーの大統領在任中は、パンアメリカン航空が南米で事業を拡大するために、アメリカ合衆国やパナマ運河への飛行は禁止させられた。1930年代にPan American-Grace Airways (Panagra) が設立されると、航空市場を奪われるようになった。ドイツでナチスが政権をとると、主要な株主のオーストリアの実業家、ペーター・フォン・バウエル（Peter Paul Von Bauer）はナチスに経営を奪われるのを防ぐためにアメリカに株の売却をおこなった。真珠湾攻撃によりアメリカが第二次世界大戦に参戦すると、運行は停止され、資産はコロンビア政府に接収され国営航空となり、SACOと合併しアビアンカ航空となった。

## 使用した航空機
- ドルニエ メルキュール
- ドルニエ  Do J
- ユンカース F.13
- ユンカース W.33
- ユンカース W.34
- ボーイング 247
- フォード トライモーター
- ジェネラル・アヴィエーション GA-43
- シコルスキー S-38